# アダム・ロニチェル

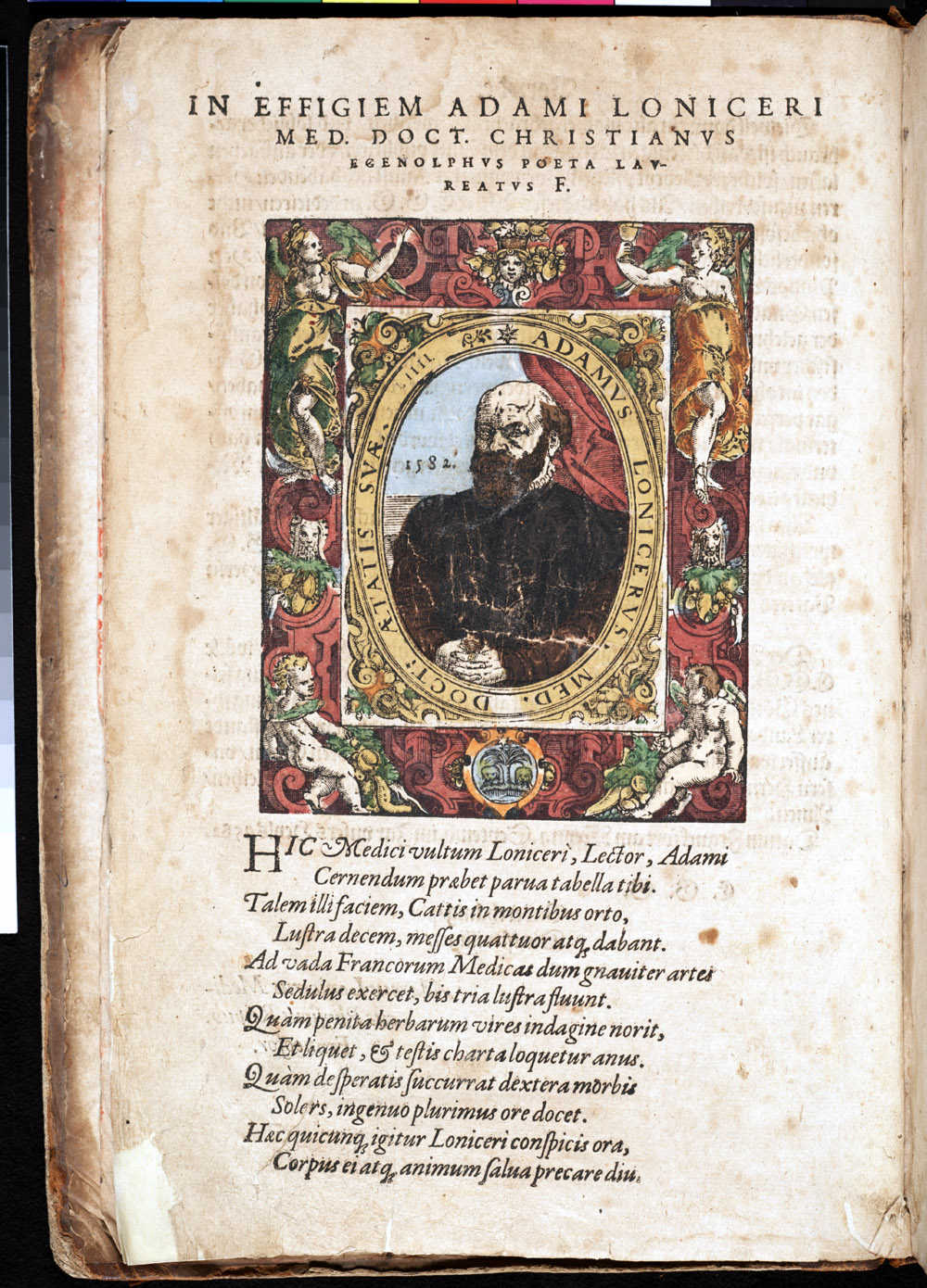
アダム・ロニチェル

アダム・ロニチェル（Adam Lonicer または　Adam Lonitzer 、ラテン名 Adamus Lonicerus、1528年10月10日 – 1586年5月29日）はドイツの本草学者である。1557年の『本草書』（Kräuterbuch）の著者として知られる。

## 略歴
マールブルクのギリシャ語、ヘブライ語の教授、ヨハネス・ロニチェル（Johannes Lonicer）の息子に生まれた。マールブルク大学で学び16歳で学位（Magister degree）を得た。その後、フランクフルト大学、マインツ大学で医学を学び、1554年に医学の博士号を得て、フランクフルト市のStadtphysicus（公的医療責任医師）に任命される一方、マーブルク大学の数学の教授も務めた。同じ年にフランクフルトで印刷業を営む、クリスチャン・エゲノルフの娘と結婚した。
1550年から薬草としての観点から記述される本草書の編集に取り掛った。1557年に出版された『本草書』（Kräuterbuch）は同じ世紀に出版されたジャン・リュエル、ヴァレリウス・コルドゥス、ピエトロ・アンドレア・マッティオリ、ヒエロニムス・ブルンシュヴィック、コンラート・ゲスナーらの本草書の内容が集約され、その特徴、産地などが記述された。
多くの植物やキノコが記述され、その医療への応用が記述された。穀物への菌の寄生で生じる麦角の記述やブルンシュヴィックの著書から流用された酒精の蒸留の装置、記述も加えられている。
シャルル・プリュミエによってオオバヤドリギ科の植物の名、Lonicera が献名された。カール・フォン・リンネは この属名を採用せず、スイカズラ科の植物の属名をLonicera（和名:スイカズラ属）とした。

## 『本草書』（Kräuterbuch）の図版

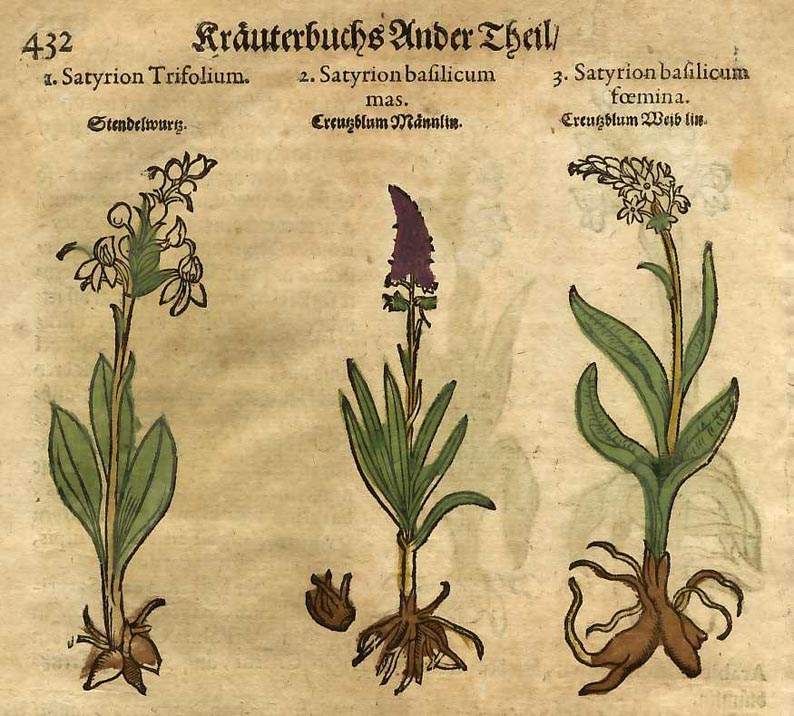
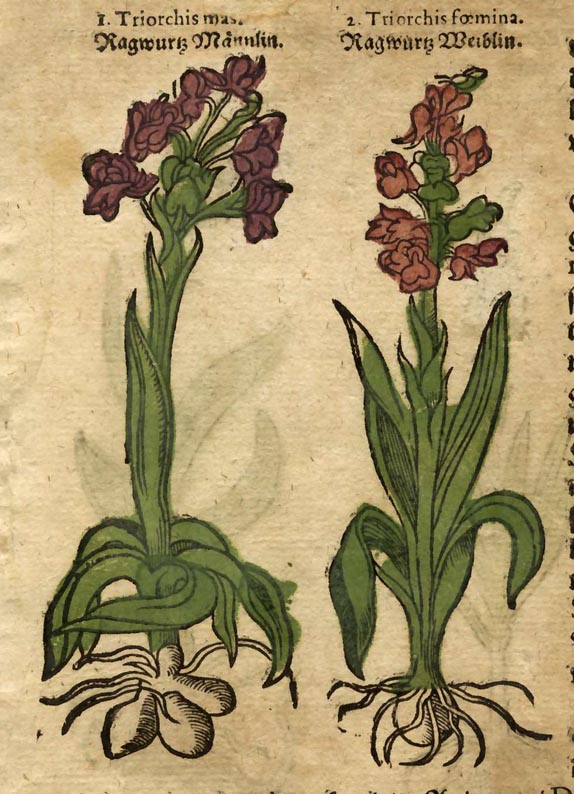
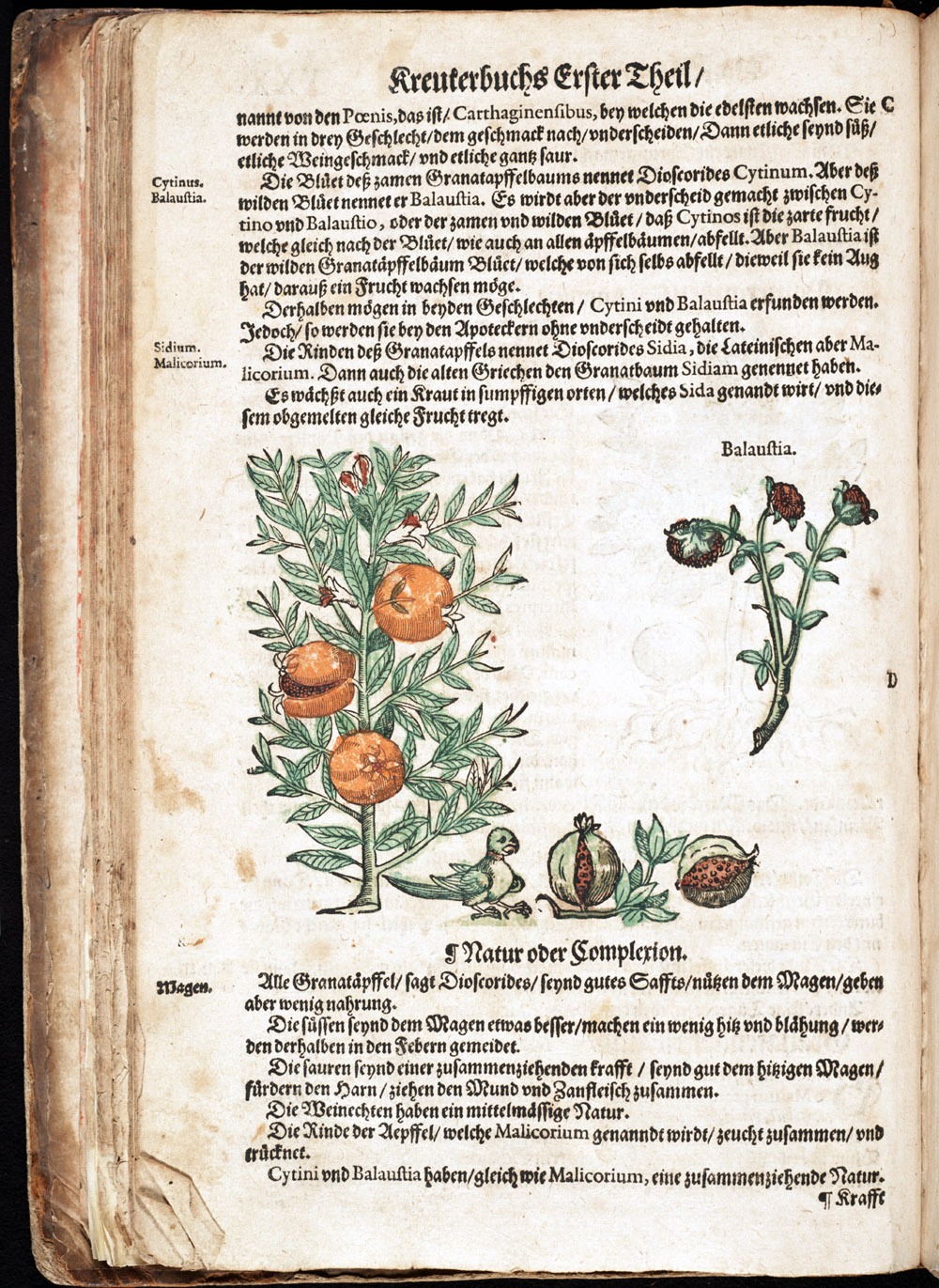
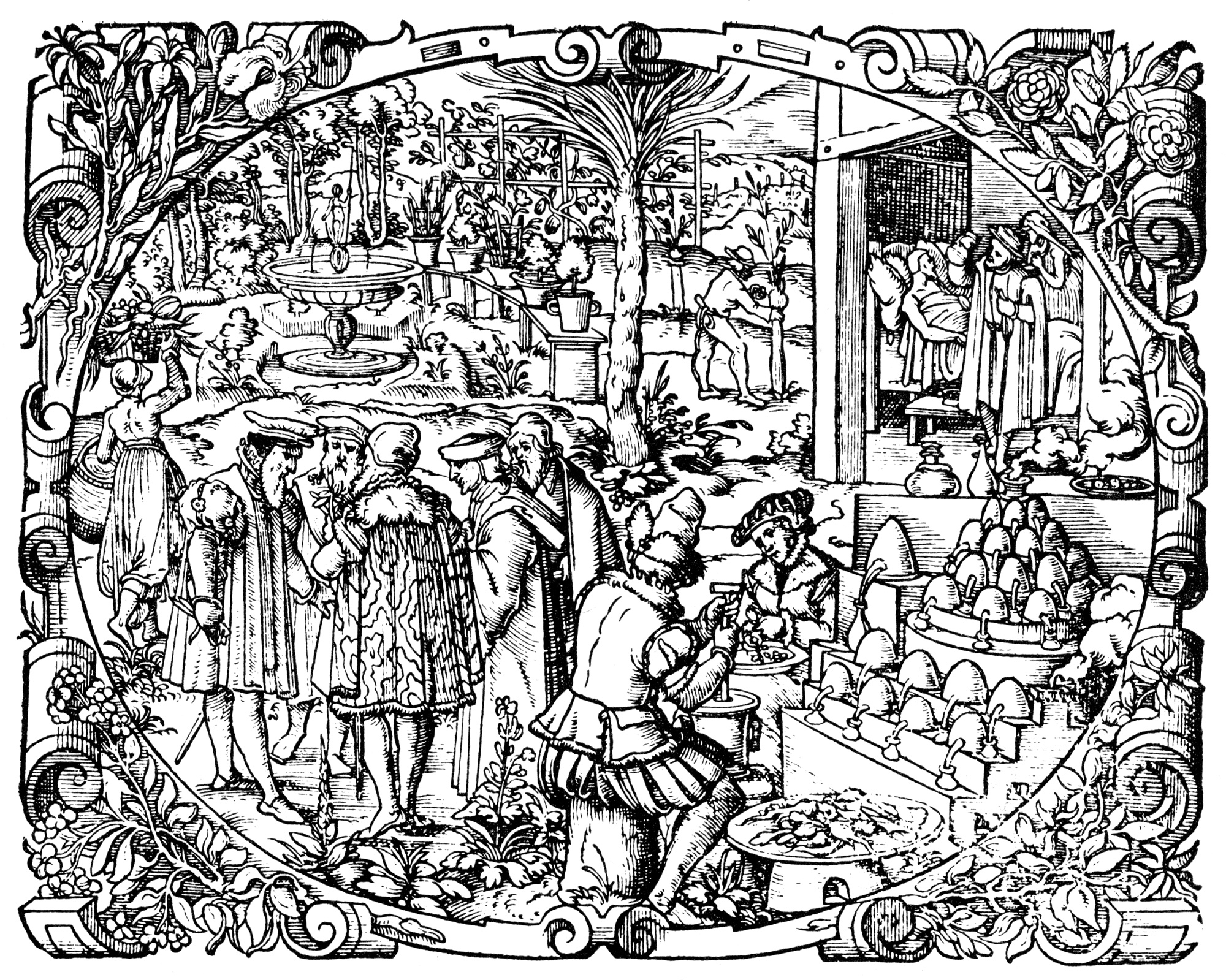